# Freeway (альбом)
Freeway (в переводе с англ. — «Шоссе») — дебютный альбом группы «Smash!!», выпущенный 13 марта 2003 года.

## Об альбоме
Запись пластинки проходила в Нью-Йорке, Лос-Анджелесе, Лондоне и Париже. Альбом мгновенно приобрёл статус «золотого» и был продан в количестве более миллиона лицензионных копий. Каждый сингл группы с альбома «Freeway» возглавлял музыкальные хит-парады в России и странах СНГ. На композиции Talk to me, Should have loved you more, Freeway, The one to cry и Belle были сняты видеоклипы. Через год после выпуска альбома вышло переиздание пластинки, которое включало композиции с альбома «Freeway», а также две новые песни — Звезда как слеза и From souvenirs to souvenirs (кавер-версия хита Демиса Руссоса).

## Отзывы
Артём Рондарев из музыкального журнала Play крайне негативно оценил пластинку, назвав успех дуэта «сиюминутным» и раскритиковав вокал участников. Популярность дуэта критик связал со «странным образом трактуемым у нас понятием „сексуальность“», проводя параллели между имиджем Smash!! «с лёгким оттенком гомо-педофилии — на этот раз мужского толка» и образом группы t.A.T.u.
Наталья Светлакова из агентства InterMedia также предположила, что основным козырем дуэта является не музыкальная составляющая, а «обнажённые торсы», которыми «мальчики в одночасье покорили подростковую аудиторию». Автор обвинила Smash!! в отсутствии оригинальности и глубины, «неумении донести до аудитории смысл исполняемого». Выбор исполнять кавер-версии «Belle» и «From Souvenirs to Souvenirs» Светлакова назвала «безрассудным». Из положительного критик выделила единственную (на момент выхода оригинальной версии альбома) русскоязычную песню «Молитва», «несколько выделяющуюся из сборника своей серьезностью и романсовой напевностью», а также вокальные возможности участников.
Олег Климов из белорусской «Музыкальной газеты» крайне положительно оценил пластинку, перечисляя среди плюсов альбома «обилие хитов, уже состоявшихся и потенциальных», «модное» звучание и запоминающиеся мелодии.

## Популярность
Релиз находился на втором месте в списке самых продаваемых альбомов в России в апреле 2004 года.

## Список композиций
1. The Real Thing (муз. T.Speciale — сл. B.Robbins)
2. Talk To Me (муз. M.Garvin — сл. A.Hill)
3. Should Have Loved You More (муз., сл. — Cutfather & Joe, J.Friedman)
4. Freeway (муз., сл. — T.Nichols, A.Soos, W.Hector)
5. Make A Little Time (муз., сл. — P.Boyes, C.Masterson, B.Robbins)
6. The One To Cry (муз., сл. — А.Топалова, В.Топалов, С.Лазарев, J.Cates)
7. Rich Boy (муз., сл. — K.Beauvais, D.James, S.N.Bell)
8. Don’t Look Back (муз. A.Marvel — сл. R.Castillo)
9. Gonna Be Our Night (муз. D.Kirsch — сл. B. 'Jammin' Robbins)
10. Belle (муз. L.Plamondon — сл. R.Cocciante)
11. Молитва (муз. Е.Орлов — сл. Д.Панфилов)
12. From souvenirs to souvenirs
13. Звезда как слеза
14. Rich boy (Marc Smith Club)

## Участники записи
- Вокал: Сергей Лазарев, Влад Топалов
- Мастеринг альбома: HarDrum Iva/Nova records